# 소순배
소순배(1968년 11월 19일 ~)는 LG 트윈스의 전 야구 선수다.

## 출신 학교
- 장충고등학교
- 동국대학교

## 같이 보기
- 1991년 LG 트윈스 시즌